# Veere Di Wedding
Pour plus de détails, voir Fiche technique et Distribution.
Veere Di Wedding est un film indien de Bollywood mettant en vedette Kareena Kapoor, Sonam Kapoor, Swara Bhaskar et Shikha Talsania. Ce film est centré sur quatre amies qui se réunissent lors d'un mariage. Le film est réalisé par Shashanka Ghosh qui a précédemment travaillé avec Sonam et Rhea Kapoor sur Khoobsurat et co-produit par les productrices Rhea Kapoor (Aisha, Khoobsurat), Ekta Kapoor (Lootera, The Dirty Picture) et l'acteur Nikhil Dwivedi (My Name is Anthony Gonsalves, Raavan...).
Il bat le record d'entrées pour un film ayant uniquement des femmes en tête d'affiche et ayant une certification adulte.

## Synopsis
Quatre amies originaires de Delhi, Kalindi (Kareena Kapoor) qui est sur le point d'épouser son petit-copain, Rishab (Sumeet Vyas) de longue date malgré sa phobie de l'engagement, la très accomplie, Avni (Sonam Kapoor), qui souhaite désespérément se marier et enchaîne les rendez-vous amoureux et autres rencontres arrangées, Sakshi (Swara Bhaskar) dont le mariage rencontre des difficultés et Meera (Shikha Talsania) jeune maman qui s'est mariée sans le consentement de sa famille, se réunissent à l'occasion du mariage de Kalindi .

## Fiche technique
- Titre : Veere Di Wedding
- Traduction du titre : Le mariage de mon frérot
- Réalisateur : Shashanka Ghosh
- Scénario : Mehul Suri
- Musique :  Shashwat Sachdev, White Noise, Vishal Mishra, Qaran
- Parolier : Anvita Dutt Guptan, Raj Shekhar, Qaran, Rupin Pahwa, White Noise, Shashwat Sachdev, Badshah, Shellee, Gaurav Solanki
- Photographie : Sudhakar Reddy Yakkanti
- Montage : Shweta Venkat Matthew
- Production : Rhea Kapoor, Ekta Kapoor, et Nikhil Dwivedi
- Langue : hindi
- Pays d'origine : Inde
- Date de sortie : 1er juin 2018
- Format : Couleurs
- Genre : Drame, Comédie, Romance
- Durée : 125 minutes (2h15)
- Budget : 35 crore

## Distribution
- Kareena Kapoor : Kalindi Puri
- Sonam Kapoor : Avni Sharma
- Swara Bhaskar : Sakshi Soni
- Shikha Talsania : Meera Sood
- Sumeet Vyas : Rishabh Malhotra
- Sukesh Arora : Keshav
- Vishwas Kini : Bhandari
- Edward Sonnenblick : John
- Neena Gupta : Avni's mother
- Ayesha Raza : Rishabh's mother
- Vivek Mushran : Cookie chacha
- Manoj Pahwa : Rishabh's father
- Anjum Rajabali : Kishan
- Alka Kaushal : Santosh Aunty
- Ekavali Khanna : Paromita
- Suraj Singh : Vineet
- Kamlesh Gill : Jhaaiji
- Bubbles Sabharwal : Sakshi's mother
- Babla Kochar : Sakshi’s father
- Kalpana Jha : Shanti
- Kavita Ghai : Kalindi’s mother

## Musique
La musique de l'album a été intégralement composée par Shashwat Sachdev.
1. Pappi Le Loon
Musique : Shashwat Sachdev.
Parolier : Gaurav Solanki
Interprète :Sunidhi Chauhan & Shashwat Sachdev.
2. Bhangra Ta Sajda (No One Gives A Damn!)
Musique : White Noise
Parolier : Gaurav Solanki
Interprète: Neha Kakkar, Romy & Shashwat Sachdev
3. Laaj Sharam
Musique : White Noise
Parolier : White Noise
Interprète: Divya Kumar & Jasleen Royal (Rap : Enbee)
4. Veere
Musique : Vishal Mishra
Parolier : Anvita Dutt
Interprète: Vishal Mishra, Aditi Singh Sharma, Dhvani Bhanushali, Nikita Ahuja, Payal Dev, Lulia Vantur & Sharvi Yadav
5. Bass Gira De Raja
Musique : Shashwat Sachdev
Parolier : Shashwat Sachdev
Interprète: Shashwat Sachdev
6. Aa Jao Na
Musique : Shashwat Sachdev
Parolier : Raj Shekhar
Interprète: Arijit Singh & Shashwat Sachdev
7. Dagmag Dagmag
Musique : Vishal Mishra
Parolier : Anvita Dutt
Interprète: Vishal Mishra & Payal Dev
8. Tareefan
Musique : QARAN
Parolier : QARAN, Rupin Pahwan & Badshah
Interprète : Badshah